# Mallawi
Mallawi in arabo ملوي‎? è una città dell'Egitto che si trova sul medio corso del Nilo, nel Governatorato di Minya.
La città si trova sulla riva sinistra del Nilo a circa 40 km a sud del capoluogo al-Minya a cui è collegato con una linea ferroviaria.
È un importante mercato agricolo, con industrie tessili e dei vasellami.
Mallawi è sede del Museo di Mallawi dedicato all'arte egizia.
Nelle vicinanze di Mallawi vi sono diversi siti di importante interesse archeologico:
- a 6 km a nord-ovest si trova la città di Ermopoli con la sua necropoli di Tuna el-Gebel;
- a 10 a nord-est, sulla sponda opposta del Nilo, si trova l'antica città di Antinopoli;
- a 10 km a sud-est, sulla riva destra del Nilo, si trova la città di Amarna, nome moderno della località ove sorgeva la città egizia di Akhetaton.